# Norrbottens läns vapen

Norrbottens läns vapen är en sammanslagning av Västerbottens och Lapplands landskapsvapen.
Värt att notera är att landskapet Norrbotten historiskt sett har betraktats som en del av landskapet Västerbotten och det var först 1995 som Norrbotten fick ett eget landskapsvapen, detta har dock inte påverkat utformningen av länsvapnet.
Blasonering: Kvadrerad sköld: i fält I och IV Västerbottens vapen, i fält II och III Lapplands vapen.

Västerbottens landskapsvapen
Lapplands landskapsvapen

## Källhänvisning
1. ↑  Riksarkivet Heraldiskt register/Län